# Heroes of Might and Magic I
Heroes of Might and Magic (vaak ook Heroes I genoemd) is een turn-based strategy spel ontwikkeld en uitgebracht door New World Computing in 1995 voor de PC. In 2000 verscheen het spel ook voor de Game Boy Color.
Het spel was een spin-off van een eerder spel door New World Computing getiteld Might and Magic. Het enorme succes leidde tot een hele reeks sequels.

## Het spel
“Heroes of Might and Magic” speelt zich af in een middeleeuwse fantasiewereld gevuld met allerlei fantasiewezens uit mythen en legenden, maar ook uit de verhalen van onder andere J.R.R. Tolkien. Deze wezens dienen als soldaten in het leger van een zogenaamde “held”. Deze helden kunnen vier basis vaardigheden leren waarmee ze hun leger kunnen versterken. Doel van het spel is je tegenstanders uit te schakelen.
Om zijn/haar legers te onderhouden moet een speler zijn/haar helden verschillende steden of kastelen laten veroveren en veel hulpbronnen opsporen. Belangrijke grondstoffen in het spel zijn goud, hout, erts, kristal, kwik, zwavel en edelstenen. Mijnen kunnen deze grondstoffen aanleveren. Vaak worden deze bronnen bewaakt.
Spelers kunnen soldaten voor hun legers verkrijgen in de veroverde steden. Naarmate een stad verder opgebouwd wordt komen er meer soorten wezens beschikbaar. Ook zijn er op de kaart aparte gebouwen en locaties waar een held zijn leger kan aanvullen.

## Gevechten
Helden kunnen het gevecht aan gaan met andere helden, neutrale legers (zonder aanvoering van een held) of vijandelijke kastelen. Het scherm schakelt dan over naar een apart gevechtsscherm. Hierin staan alle troepen uit het leger van de held op rij naast de held bij wie ze horen. De helden zelf staan aan de zijlijn en kunnen hun leger bijstaan met spreuken.
Een voor een kunnen de soldaten van beide partijen een zet doen. Wanneer ze hiertoe in staat zijn hangt af van hun snelheid en hun plek op het veld. Legers kunnen een hogere moraal verkrijgen door speciale voorwerpen die de held bij zich draagt. Ook helpt het als al je legereenheden uit hetzelfde type kasteel komen.
Een gevecht gaat door tot een held geen leger meer heeft. Deze held wordt dan geëlimineerd uit het spel. Een held die dreigt te verliezen heeft twee opties om aan eliminatie te ontkomen: zich overgeven of vluchten. Bij een overgave behoudt de verslagen held zijn overlevende troepen tegen betaling van een geldsom gelijk aan de helft van de aankoopprijs van de troepen. Vluchten kan niet als de held zich in een dorp of kasteel gelegerd is op het moment dat hij wordt aangevallen.

## Vaardigheden van de held
Helden kunnen vier vaardigheden leren. Dit leren ze door gevechten te winnen en schatten te vinden. De vier categorieën zijn:
- Attack (aanval): hoe meer ervaring een held hierin heeft, des te meer schade kunnen zijn legereenheden toebrengen bij een vijand. Het verschil in schade wordt ook bepaald door het verschil tussen de Attack-vaardigheid van de eigen held van een speler en de defense-vaardigheid van een vijandelijke held.
- Defense (verdediging): het tegenovergestelde van Attack. Hoe meer ervaring een held heeft met defense, des te minder schade lopen zijn eigen legereenheden op van een vijandelijke aanval.
- Spell Power (spreukkracht): dit bepaalt in hoeverre offensieve spreuken effect hebben op vijandelijke troepen.
- Knowledge (kennis): hoe hoger de kennis van een held, des te vaker kan hij een bepaalde spreuk gebruiken voordat hij deze vergeet en opnieuw moet leren.

## Groepen
Er zijn vier groepen waar de helden en legereenheden in onderverdeeld worden. Elke groep heeft zijn eigen soort kasteel + sterke en zwakke punten.
- Knight (ridder): een van de twee “Might” groepen. Helden uit deze categorie krijgen vaker ervaring in “attack” en “defense” dan in “spell power” en “knowledge”. Eenheden in deze groep (van zwak naar sterk) zijn: Peasants, Archers, Pikemen, Swordsmen, Cavalry, en Paladins.
- Barbarian (barbaren): dit is de tweede “might” groep. Net als de ridders hebben zij meer ervaring in “attack” en “defense” dan in “spell power” en “knowledge”. Hun troepen zijn: Goblins, Orcs, Wolves, Ogres, Trolls, en Cyclopes.
- Sorceress (tovenares): een van de twee “magic’ groepen. Helden in de magic categorie leren vaker “spell power” en “knowledge” dan “attack” en “defense”. Troepen in deze groep zijn: Sprites, Dwarves, Elves, Druids, Unicorns, en Phoenix.
- Warlock (duistere tovenaar): de tweede “magic” groep. Hun troepen zijn Centaurs, Gargoyles, Griffins, Minotaurs, Hydras en Dragons.